# Conchi Castellanos Remesal
Conchi Castellanos Remesal (Écija, 1949) és una política i sindicalista d'origen andalús establerta a Catalunya. Treballadora del ram del vidre, el 1967 va arribar a la ciutat de Badalona i va entrar a treballar a la fàbrica Piher. Va ser representant del món sindical a l'empresa, va ser escollida membre del jurat d'empresa a les eleccions sindicals del 1971 i del 1975. Com a part de Comissions Obreres va participar dintre de la Coordinadora de CCOO local de Badalona a partir de l'any 1970. Milita també en la política, el mateix any de la seva arribada a Badalona va començar a militar al PSUC i l'any 1982 va passar al PCC, si bé el 1987 va tornar al PSUC. Entre 1991 i 1995 va ser regidora de l'Ajuntament de Badalona per IC-PSUC, i l'any 1997 va passar a militar a EUiA.